# Elecciones generales del Reino Unido de 1895
Las Elecciones Generales del Reino Unido de 1895 se celebraron entre el 13 de julio y el 7 de agosto de 1895. Resultaron vencedores los conservadores, liderados por Lord Salisbury, quien obtuvo una amplia mayoría sobre los liberales, dirigidos por el Conde de Rosebery. El tercer partido por número de representantes fue el Partido Parlamentario Irlandés. El resto de las fuerzas no consiguió representación, a excepción de un candidato independiente. 

## Resultados
| ← Elecciones generales del Reino Unido (1892) → |           |      |                |      |
| Partido                                         | Votos     | %    | Escaños        | Dif. |
| Conservadores y Unionistas Liberales            | 1.894.772 | 49,0 | 411 (341 + 70) | +98  |
| Partido Liberal                                 | 1.765.266 | 45,7 | 177            | -95  |
| Partido Parlamentario Irlandés                  | 149.530   | 4,0  | 82             | +1   |
| Independientes Liberales                        | 1.893     | 0,1  | 1              | -1   |
| Partido Laborista Independiente                 | 44.325    | 1,0  | 0              | =    |
| Federación Social Demócrata                     | 3.730     | 0,1  | 0              | =    |
| Independientes Nacionalistas                    | 3.429     | 0,1  | 0              | =    |
| Independiendes Liberal-Laboralistas             | 2.677     | 0,1  | 0              | =    |
| Independientes Laboralistas                     | 608       | 0,0  | 0              | =    |
| Independientes                                  | 52        | 0,0  | 0              | =    |

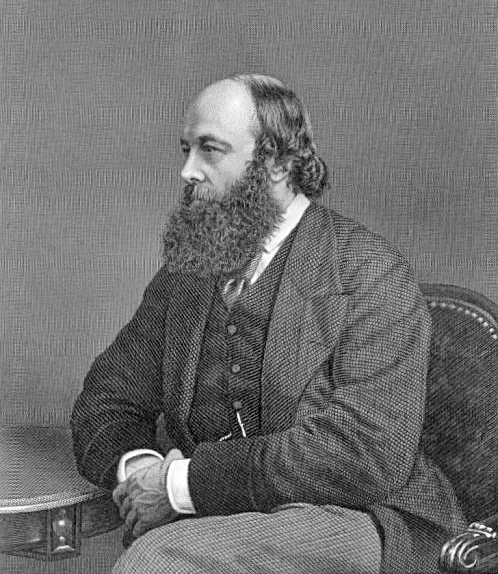
El marqués de Salisbury.

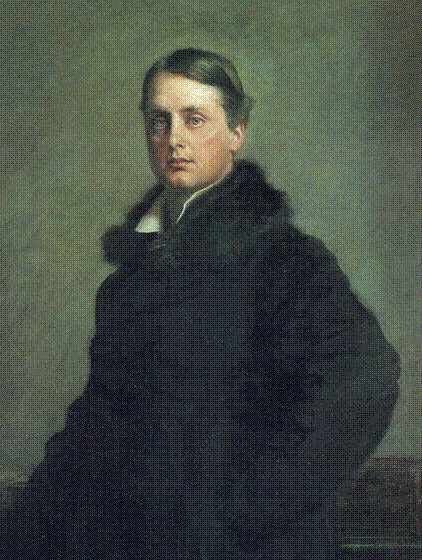
El conde de Rosebery.

Recuento total de votos: 3.866.282. Se muestran los resultados de todos los partidos políticos.